# Османов, Адиль
Адиль Османов (азерб. Adil Osmanov; род. 2 июля 2000, Москва) — молдавский дзюдоист азербайджанского происхождения, член сборной Молдавии по дзюдо, бронзовый призёр летних Олимпийских игр 2024 года, победитель турнира Большого шлема (2024) и Гран-при (2024), победитель Кубка Европы (2021).

## Биография
Адиль Османов родился 2 июля 2000 года в азербайджанско-молдавской семье. Отец из Азербайджана (уроженец Хачмаза), а мать из Молдовы. В Баку и Хачмазе у Османова проживают родственники.
В августе 2018 года выиграл Кубок Европы среди юниоров. В августе 2019 года стал серебряным призером Кубка Европы среди юниоров. В сентябре этого же года занял второе место на чемпионате Европы среди юниоров.
В октябре 2021 года выиграл Кубок Европы среди взрослых. В ноябре 2021 года и октябре 2022 года Османов занял третье место на чемпионате Европы среди дзюдоистов до 23 лет.
В мае 2023 года Османов взял бронзу на Гран-при в Линце. В марте 2024 года выиграл Гран-при в Линце, одолев в финале Рашида Мамедалиева из Азербайджана. В конце месяца Османову удалось дойти до финала турнира Большого шлема в турецкой Анталье, где он снова одолел Мамедалиева и выиграл золотую медаль турнира.
На летних Олимпийских играх 2024 года в Париже Адиль завоевал бронзовую медаль, одолев в схватке за третье место итальянского спортсмена Мануэля Ломбардо.
Адиль Османов является членом совета Конгресса азербайджанцев Молдовы, помогая азербайджанцам в различных вопросах, проводить мероприятия, связанные с культурными традициями Азербайджана, например праздник Новруз.